# I'll Be There (잭슨 5의 노래)
〈I'll Be There〉는 잭슨 5가 《Third Album》에 발표한 첫 번째 싱글곡이다. 그것은 베리 고디, 할 데이비스, 밥 웨스트, 윌리 허치에 의해 쓰여졌다.
이 곡은 잭슨 5가 녹음했고 모타운 레코드가 1970년 8월 28일 《Third Album》의 첫 번째 싱글로 발매했다. 작곡가들에 의해 제작된 〈I'll Be There〉는 잭슨 5가 1969년 〈I Want You Back〉, 1970년 〈ABC〉, 〈The Love You Save〉에 이어 4회 연속 1위를 차지한 첫 번째 그룹이자 흑인 남성 그룹이 되었다. 〈I'll Be There〉는 또한 모타운이 "디트로이트 시대" (1959년~1972년)에 발표한 가장 성공적인 싱글곡으로도 유명하다.
머라이어 캐리와 트레이 로렌즈의 커버 버전/듀엣은 1992년 캐리가 〈MTV 언플러그드〉에 출연하는 동안 녹음되었고 1992년 2/4분기에 그녀의 라이브 EP 《MTV Unplugged》의 첫 번째 싱글로 발표되었다. 캐리와 월터 아파나시에프가 공동 프로듀싱한 〈I'l Be There〉는 캐리의 미국 6번째 1위 싱글이 되었고, 그 당시 그녀의 가장 큰 히트곡이었다.

## 인증
| 국가                               | 인증 | 판매량/출하량 |
| ---------------------------------- | ---- | ------------- |
| 영국 (BPI)                         | 실버 | 200,000       |
| 판매량+스트리밍을 기반으로 한 인증 |      |               |